# Santa Bàrbara
Santa Bàrbara est une commune de la province de Tarragone, en Catalogne, en Espagne, de la comarque de Montsià. Elle est membre de la mancomunidad de la Taula del Sénia.

## Géographie
Situé sur la rive droite de l'Ebre, les terres sont connues sous l'appellation de camp de Tortosa.

## Démographie
Il y avait 3 715 habitants en 2006.

## Économie
On y cultive l'olivier, et deux coopératives font et vendent l'huile d'olive. Il existe également une fabrique de meubles.

## Lieux et monuments
- Le Museu d'Àngel Fibla, contient une collection ayant trait à l'agriculture locale et les moyens de transports anciens.
- Dans la Sala d'Exposició permanente d'histoire naturelle, sont exposées 1500 des 3200 pièces du fonds du musée, ayant trait à la minéralogie et la paléontologie.